# Laminci Brezići
Laminci Brezići är ett samhälle i Bosnien och Hercegovina.   Det ligger i entiteten Republika Srpska, i den norra delen av landet, 160 km nordväst om huvudstaden Sarajevo. Laminci Brezići ligger 89 meter över havet och antalet invånare är 1 974.
Terrängen runt Laminci Brezići är mycket platt. Närmaste större samhälle är Bosanska Gradiška, 5,3 km nordväst om Laminci Brezići.
Trakten runt Laminci Brezići består till största delen av jordbruksmark. Runt Laminci Brezići är det ganska tätbefolkat, med 67 invånare per kvadratkilometer.